# Tiguana bibles
Tiguana Bibles era uma banda de rock n' roll portuguesa baseada em Coimbra e formada por Victor Torpedo (Tédio Boys, Parkinsons, Blood Safari...), Tracy Vandal (Giant Paw, Dick Johnson, Lincoln), Kaló (Tédio Boys, Bunnyranch), "Portuguese Pedro" Serra (Ruby Ann & The Boppin'Boozers), Augusto Cardoso (Bunnyranch).
Gravaram 2 discos, o EP Child Of The Moon e o LP In Loving Memory Of....
Em Março de 2012 anunciaram que terminariam a sua carreira com dois concertos finais em 10 e 16 de Março de 2012.

## Membros

### Actuais
- Tracy Vandal - voz
- Victor Torpedo - guitarra
- Carlos Mendes (Kaló) - bateria
- Pedro Serra - contrabaixo, baixo
- Augusto Cardoso - guitarra

### Ex-membros
- Paul "Hofner" Nesbitt - guitarra, órgão (-Maio de 2010)[3]

## Discografia
- 2009 - Child Of The Moon
  - Lost Words (slow)
  - Child Of The Moon
  - Against The Law
  - Lonesome Town
  - Lost Words (fast)

Gravado por Boz Boorer (que também tocou) no Serra Vista Studios.

- 2011 - In Loving Memory Of...
  - Surrender
  - Books
  - Bye Bye Train
  - Devil
  - Doente meu amor
  - Don't be too long
  - Rebound
  - Hometown
  - Black Mamba stroll
  - Against the law [5]